# Route principale 1 (Hongrie)
Pour les articles homonymes, voir Route 1.
La route principale 1 (en hongrois : 1-es főút) est une route hongroise reliant Budapest à la frontière autrichienne.

## Description
Elle se situe dans le prolongement de la Bécsi út à Budapest. Elle dessert les villes de Győr, Komárom et Tatabánya.
Elle traverse le bassin du Zsámbék devant les collines de Buda, puis traverse la chaîne méridionale du massif de Transdanubie (entre Vértes et Gerecse), atteint la zone de la Petite Plaine de Kisalföld et continue jusqu'à la frontière entre l'Autriche et la Hongrie.
Sa longueur totale est d'un peu plus de 177 kilomètres.

## Tracé
| Km     | Agglomérations  | Carte interactive |
| ------ | --------------- | ----------------- |
| 0 km   | Budapest        |                   |
| 5 km   | Budaörs         |                   |
| 11 km  | Biatorbágy      |                   |
| 30 km  | Bicske          |                   |
| 36 km  | Óbarok          |                   |
| 48 km  | Tatabánya       |                   |
| 65 km  | Tata            |                   |
| 75 km  | Almásfüzitő     |                   |
| 84 km  | Komárom         |                   |
| 120 km | Győr            |                   |
| 134 km | Abda            |                   |
| 161 km | Mosonmagyaróvár |                   |
| 178 km | Hegyeshalom     |                   |

## Galerie

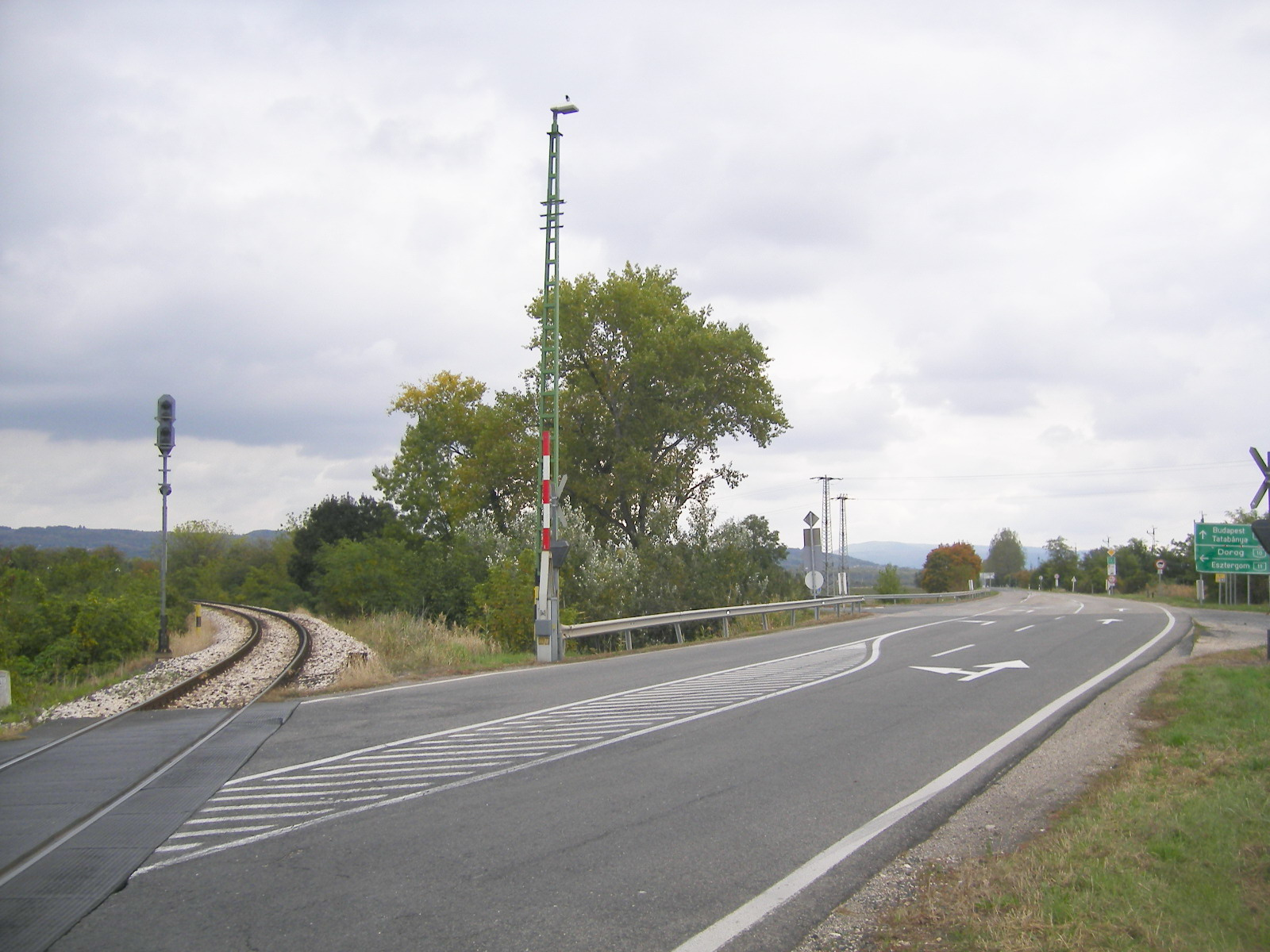
Dunaalmás - la route principale 1 au croisement de la route 10.
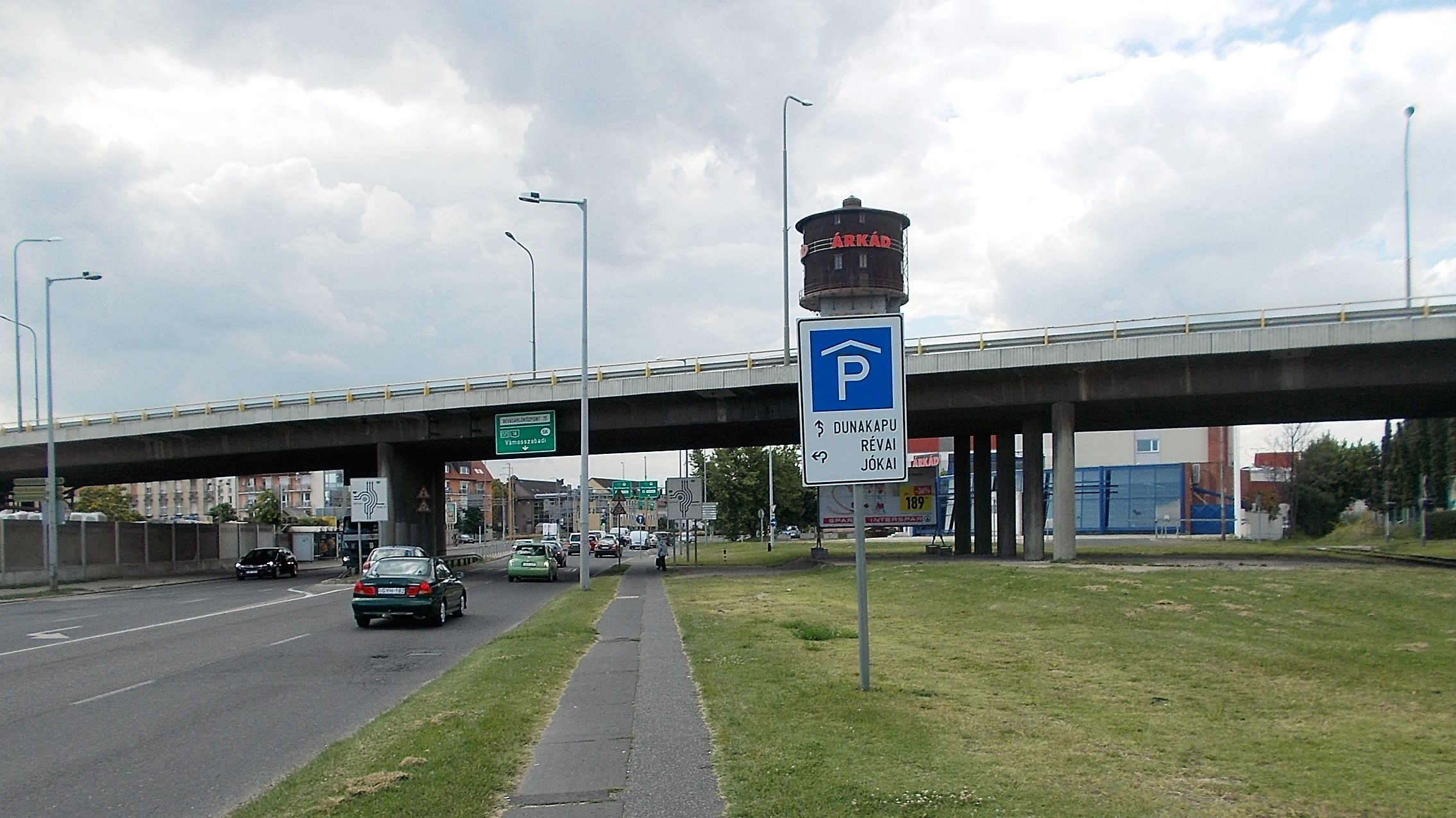
Pont de la route principale 1  à Győr.
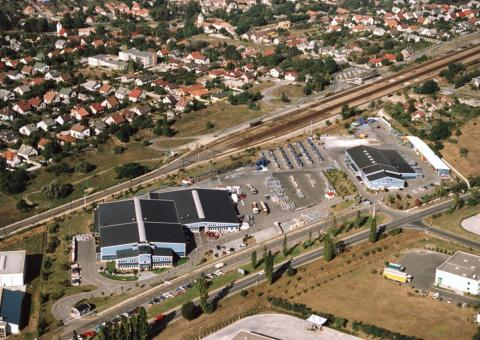
L'usine à gaz suédoise Lindab le long de la route principale 1 à Biatorbágy.